# 아벨 변환
수학에서 아벨 변환(-變換, 영어: Abel transformation) 또는 아벨 보조정리(-補助定理, 영어: Abel's lemma) 또는 아벨 부분합 공식(-部分合公式, 영어: Abel's partial summation formula) 또는 부분 합산(部分合算, 영어: summation by parts)은 두 수열의 곱의 합을 다른 두 수열의 곱의 합으로 바꾸는 방법이다. 부분 적분의 이산적 형태다.

## 정의
아벨 변환에 따르면, 임의의 자연수 {\displaystyle n\geq 0} 및 두 묶음의 복소수 {\displaystyle a_{0},a_{1},\dots ,a_{n}\in \mathbb {C} } 및 {\displaystyle b_{0},b_{1},\dots ,b_{n}\in \mathbb {C} }에 대하여,
{\displaystyle A_{i}=a_{0}+a_{1}+\cdots +a_{i}\qquad (i=0,1,\dots ,n)}
라고 하였을 때, 다음 공식이 성립한다.:180
{\displaystyle \sum _{i=0}^{n}a_{i}b_{i}=A_{n}b_{n}+\sum _{i=0}^{n-1}A_{i}(b_{i}-b_{i+1})}
보다 일반적으로, 가환환 {\displaystyle K} 및 {\displaystyle K}-가군 {\displaystyle V}, {\displaystyle W}, {\displaystyle M} 및 {\displaystyle K}-쌍선형 변환 {\displaystyle \phi \colon V\otimes W\to M}이 주어졌을 때, 임의의 자연수 {\displaystyle n\geq 0} 및 두 묶음의 가군 원소 {\displaystyle a_{0},a_{1},\dots ,a_{n}\in V} 및 {\displaystyle b_{0},b_{1},\dots ,b_{n}\in W} 및
{\displaystyle A_{i}=a_{0}+a_{1}+\cdots +a_{i}\in V\qquad (i=0,1,\dots ,n)}
에 대하여, 다음 공식이 성립한다.
{\displaystyle \sum _{i=0}^{n}\phi (a_{i},b_{i})=\phi (A_{n},b_{n})+\sum _{i=0}^{n-1}\phi (A_{i},b_{i}-b_{i+1})}
이는 단순히 식을 전개하고 재배열하여 증명할 수 있다.

## 응용
아벨 변환을 사용하여, 급수의 수렴과 관련된 여러 명제들을 증명할 수 있다. 그 중 일부는 다음과 같다.
- 교대급수 판정법
- 디리클레 판정법
- 아벨 판정법
- 크로네커 보조정리

## 예

### 등차수열의 합
처음 {\displaystyle n}개의 양의 정수의 합
{\displaystyle \sum _{k=1}^{n}k=1+2+\cdots +n}
을 구하자.
{\displaystyle a_{n}=1}
{\displaystyle b_{n}=k}
라고 하자. 그렇다면 첫 번째 수열의 부분합은
{\displaystyle A_{n}=a_{1}+a_{2}+\cdots +a_{n}=\underbrace {1+1+\cdots +1} _{n}=n}
이다. 따라서, 등차수열의 합에 아벨 변환을 가하면 다음을 얻는다.
{\displaystyle {\begin{aligned}\sum _{k=1}^{n}k&=\sum _{k=1}^{n}(1\cdot k)\\&=n\cdot n+\sum _{k=1}^{n-1}k(k-(k+1))\\&=n^{2}-\sum _{k=1}^{n-1}k\\&=n^{2}-\left(\sum _{k=1}^{n}k-n\right)\\&=n^{2}+n-\sum _{k=1}^{n}k\end{aligned}}}
우변의 급수를 이항하고 양변을 2로 나누면, 처음 {\displaystyle n}개의 양의 정수의 합
{\displaystyle \sum _{k=1}^{n}k={\frac {n^{2}+n}{2}}}
을 얻는다.

### 제곱수의 합
제곱수의 합
{\displaystyle \sum _{k=1}^{n}k^{2}=1+4+\cdots +n^{2}}
을 생각하자.
{\displaystyle a_{n}=b_{n}=n}
라고 하였을 때, 등차수열의 합의 공식에 따라
{\displaystyle A_{n}=a_{1}+\cdots +a_{n}=1+2+\cdots +n={\frac {n^{2}+n}{2}}}
이다. 아벨 변환을 가한 결과는 다음과 같다.
{\displaystyle {\begin{aligned}\sum _{k=1}^{n}k^{2}&={\frac {n^{2}+n}{2}}\cdot n+\sum _{k=1}^{n-1}{\frac {k^{2}+k}{2}}\cdot (k-(k+1))\\&={\frac {n^{3}+n^{2}}{2}}-\sum _{k=1}^{n-1}{\frac {k^{2}+k}{2}}\\&={\frac {n^{3}+n^{2}}{2}}-\sum _{k=1}^{n}{\frac {k^{2}+k}{2}}+{\frac {n^{2}+n}{2}}\\&={\frac {n^{3}+n^{2}}{2}}-{\frac {1}{2}}\sum _{k=1}^{n}k^{2}-{\frac {1}{2}}\sum _{k=1}^{n}k+{\frac {n^{2}+n}{2}}\\&={\frac {n^{3}+n^{2}}{2}}-{\frac {1}{2}}\sum _{k=1}^{n}k^{2}-{\frac {n^{2}+n}{4}}+{\frac {n^{2}+n}{2}}\\&={\frac {2n^{3}+3n^{2}+n}{4}}-{\frac {1}{2}}\sum _{k=1}^{n}k^{2}\end{aligned}}}
이다. 따라서, 제곱수의 합은
{\displaystyle \sum _{k=1}^{n}k^{2}={\frac {2n^{3}+3n^{2}+n}{6}}}
이다.
마찬가지로, 임의의 거듭제곱수의 합을 아벨 변환을 통하여 귀납적으로 구할 수 있다.

### 교대급수
교대급수
{\displaystyle \sum _{n=1}^{\infty }{\frac {(-1)^{n-1}}{n}}}
는 교대급수 판정법에 따라 수렴한다. 이 교대급수의 부분합에 대하여 아벨 변환을 직접 적용해 보자.
{\displaystyle a_{n}=(-1)^{n-1}}
{\displaystyle b_{n}={\frac {1}{n}}\qquad (n\in \mathbb {Z} ^{+})}
로 놓자. 그렇다면
{\displaystyle A_{n}=a_{1}+\cdots +a_{n}={\begin{cases}1&n=1,3,5,\dots \\0&n=2,4,6,\dots \end{cases}}}
이다. 따라서 아벨 변환을 적용한 결과는 다음과 같다 ({\displaystyle \lfloor x\rfloor }는 바닥 함수).
{\displaystyle {\begin{aligned}\sum _{k=1}^{n}{\frac {(-1)^{k-1}}{k}}&=A_{n}\cdot {\frac {1}{n}}+\sum _{k=1}^{n-1}A_{k}\left({\frac {1}{k}}-{\frac {1}{k+1}}\right)\\&=A_{n}\cdot {\frac {1}{n}}+\sum _{k=1}^{n-1}A_{k}\cdot {\frac {1}{k(k+1)}}\end{aligned}}}
여기에 극한 {\displaystyle n\to \infty }를 취하면 다음을 얻는다.
{\displaystyle \sum _{n=1}^{\infty }{\frac {(-1)^{k-1}}{k}}=\sum _{n=1}^{\infty }{\frac {1}{2n(2n-1)}}}
새로운 급수는 비교 판정법에 의하여 수렴하므로, 교대급수 역시 수렴한다.

## 역사
닐스 헨리크 아벨의 이름이 붙어 있다.

## 같이 보기
- 아벨 극한 정리
- 아벨의 합 공식